# سید حسن سادات
سید حسن سادات(۱۳۲۴در بیدآباد شهر اصفهان-) سرپرست و کفیل وزارت نفت (۱۳۵۹–۱۳۶۰) پس از محمدجواد تندگویان بود.
او پس از گذراندن تحصیلات ابتدایی در سال ۱۳۴۲ وارد دانشکده نفت آبادان شد و تحصیلاتش را در حوزه نفت به اتمام رساند.
حسن سادات در زمان تصدی وزارت نفت توسط تندگویان سمت‌هایی مانند کفالت مدیرعامل «شرکت ملی نفت ایران»، معاونت وزیر نفت در امور گاز و مدیرعامل «شرکت ملی گاز ایران» و مسئولیت گازرسانی به کل کشور، معاونت طرح‌های وزارت نفت، ریاست هیئت‌مدیره «شرکت ملی نفتکش» و عضویت در هیئت‌مدیره «مجتمع پتروشیمی ایران و ژاپن» برعهده داشت و پس از اسارت محمدجواد تندگویان به عنوان سرپرست و کفیل وزارت نفت فعالیت کرد.